# Block Dude
Block Dude est un jeu vidéo de  puzzle prévu initialement pour la calculatrice TI-83 Plus. Il a été créé par Brandon Sterner.
Ce jeu est disponible via le PuzzPack qui contient Block Dude, Dino Puzzle, Puzzle Frenzy et Pegs.
Le but du jeu est d'accéder à la porte de chaque niveau en déplaçant le personnage du jeu nommé Block Dude. Pour cela, il vous faudra déplacer astucieusement des blocs afin de pouvoir vous déplacer jusqu'à la porte.

## Les niveaux
Ce casse-tête de déplacements comporte 11 niveaux. La difficulté s'accroit au cours du jeu. Ainsi, le premier niveau est le plus facile contrairement au onzième qui est le plus difficile.
Les niveaux sont constitués de murs impossibles à déplacer, de blocs déplaçables, d'espaces vides, d'une porte qui est l'objectif du niveau, et bien sûr de Block Dude que vous devez faire bouger.
Une fois un niveau fini, vous obtiendrez un code de trois caractères et vous accéderez au niveau suivant.
Les codes vous permettent d'accéder directement à un niveau sans avoir à recommencer les niveaux précédents.

## Contrôles
- Block Dude peut se déplacer uniquement à gauche ou à droite à condition qu'il n'y ai pas un obstacle deux fois plus grand que lui en face. Par exemple, il ne pourra pas monter directement sur deux blocs empilés. Pour cela, il doit d'abord déposer deux blocs côte à côte puis en déposer un troisième sur le bloc collé au mur. Ainsi, ce sera un mini escalier qui permettra à Block Dude de passer le mur.
- Block Dude peut soulever un bloc à condition qu'il n'y ait rien sur ce bloc et qu'il ne porte encore rien.
- Block Dude peut déposer un bloc à condition qu'il y ait un espace vide devant le bloc. Ce dernier tombera jusqu'à ce qu'il y ait un mur ou un autre bloc.